# 김진양
김진양(金震陽)은 고려 말기의 문신이다. 자는 자정(子靜)이며 호는 초려(草廬), 초옥자(草屋子)이다. 본관은 경주이며, 계림부 출신이다.

## 생애

### 과거 급제후 요직에서 관료 생활
일찍이 고아가 되었으나 학문에 힘써 공민왕 20년(1371년)에 과거에 급제하였다. 급제후 예문관검열이 되고, 급제한지 10년이 채 되지않아 화려한 요직을 두루 역임했다. 이후 서해도안렴사와 문하사인을 지내고, 공양왕 2년(1390년)에 좌우사의(左右司議)가 되었다. 그러나 곧 이초(彝初)의 옥이 일어나자, 그 중대함을 논하다가 이를 경솔히 누설하였다 하여 사헌부의 탄핵을 받아 파직되었다. 다음해 다시 중용되어 우산기상시가 되었다가 이어 좌상시가 되었다.

### 중서문하성에서 이성계 일파의 변란 날조를 지적
우상시 이확(李擴) 등과 함께 소를 올려 조준, 정도전, 남은, 윤소종, 남재, 조박 등이 변란을 꾸며 민심이 흉흉하다고 탄핵하여 유배시켰다. 이 때 이성계가 낙마하여 병이 위독하게 되자, 간관으로서 정몽주의 지시를 받아 이성계의 일파인 조준과 정도전 등을 탄핵하여 죽인 뒤 이어 이성계를 제거하려는 계획을 세웠다. 그러나 반대파의 반격으로 있지도 않은 일을 터무니 없이 만들어내 화란을 일으킨다는 도리어 탄핵을 당했다. 이후 정몽주가 이방원에 의해 선죽교에서 살해당하자, 국청이 세워져 가혹한 국문을 당했다. 이에 정몽주 외에 이색과 우현보 등이 사주했음을 직고하고 장 백대를 맞고 유배당하여 태조 원년(1392년)에 죽었다. 이를 슬퍼한 도은 이숭인이 그를 위해 초옥자전(草屋子傳)을 지었다.

## 같이 보기
- 재령 이씨#공양왕 재위 시기 사헌부 지평
- 총풍 사건
- 여수·순천 사건

## 참고 문헌
- 등과록전편(登科錄前編), 고려사(高麗史), 고려사절요(高麗史節要), 연려실기술(燃藜室記述), 신증동국여지승람(新增東國輿地勝覽), 동경잡기(東京雜記).